# Dennis Amir Kharazmi
Dennis Kharazmi (* 28. Juni 2004 in München, Deutschland) ist ein deutscher Schauspieler mit türkisch-persischen Wurzeln.

## Leben
Dennis Kharazmi begann seine Filmkarriere mit 7 Jahren im Film Zappelphilipp. Im Alter von 12 Jahren spielte er in den Münchner Kammerspiele erstmals in dem Stück Der Fall Meursault als Harun, in welchem auch der Schauspieler Hassan Akkouch mitgespielt hat. Dennis erlangte durch dieses Stück auch Aufmerksamkeit im Iran. Im Jahr 2017 spielte er Simon im Komödienfilm Fack Ju Göthe 3. Im gleichen Jahr nahm er eine der Hauptrollen bei der Webserie Dschermeni, was glaubst du ein. Bei dem TV Event des Bayerischen Rundfunks Gesundheit! Die Show verkörperte er einen pubertierenden Jugendlichen. Im gleichen Jahr spielte er die Hauptrolle im Musikvideo zum Song Changes der Mannheimer Band ClockClock. Neben weiteren Neben- und Teilrollen, wie beispielsweise beim Passaukrimi des Bayerischen Rundfunks und dem Laimkrimi des ZDF war er in der WDR-Dokumentation Wir, die Generation Z zu sehen.
In der Reality-Gaming-Show Das Zockerhaus des Jugendprogramms ZDFtivi trat er als Mitglied von Team Rot in Erscheinung. Die Show wurde in verschiedenen Medien als sexistisch und homophob bezeichnet. Der Sender habe die Jugendlichen in konservative Geschlechterrollen gezwängt. Die Teilnehmer der Show wurden von dieser Kritik ausgenommen, da sie die Strafen nach verlorenen Spielen nicht als solche wahrgenommen hätten. Bei Dennis Kharazmi wurde hervorgehoben, dass er in der letzten Sendung vor laufender Kamera aufgrund des anstehenden Abschieds geweint hatte und sich somit nicht in eine vorgezeichnete Rolle habe zwängen lassen.
Seit dem Jahr 2022 ist Dennis Kharazmi Moderator der Unterhaltungssendung Verstehen Sie Spaß? – Kids. In diesem Zuge war er als Gast bei der Live-Show von Barbara Schöneberger zu sehen.
2023 war Kharazmi in der Rolle des Ismail in Aktenzeichen XY … ungelöst zu sehen.
Im Jahr 2024 erschien die Serie Uncivilized beim ZDF, in der Dennis Kharazmi in der Folge Hanau die Rolle Berkan spielt. Die Serie gewann 2025 den Grimme Preis. Zudem hat er in der 2025 erschienen Mini-Serie Spuren mit Nina Kunzendorf, welche derzeit Rekordzahlen aufweist, eine Rolle.
Kharazmi spielte zuletzt in Die zwölf Geschworenen im Münchner Zentraltheater.
Dennis Kharazmi spricht Deutsch, Englisch und Französisch, Persisch und Türkisch fließend. 2019 begann er mit dem Besuch der Schauspielschule Zerboni Juniors in München, das er 2022 abschloss. Im Jahr darauf wurde er nach bestandener Aufnahmeprüfung in die Ausbildung der Schauspielschule Zerboni aufgenommen, wo er den Abschluss 2024 erlangte.

## Filmografie (Auswahl)
- 2012: Zappelphilipp (TV-Film des BR)
- 2017: Dschermeni, was glaubst du? (Webserie)
- 2017: Fack Ju Göhte 3 (Kinospielfilm)
- 2018: Gesundheit! Die Show (TV-Event des BR)
- 2019: Freund oder Feind – Krimi aus Passau (TV-Film Reihe des BR)
- 2019: ClockClock – Change (Musikvideo)
- 2020: Laim und die Tote im Teppich (TV-Film Reihe des ZDF)
- 2020: Oskars Kleid (Kinospielfilm)
- 2021: FC Bayern intern – FC Bayern Training (Reportage)
- 2021: Das Zockerhaus (Gaming-Show von ZDFtivi)
- 2022: Völlig meschugge?! (Fernsehserie)
- 2022: Alfons Zitterbacke – Endlich Klassenfahrt!
- 2022: Young Crime
- 2022: Verstehen Sie Spaß? – Kids
- 2023: Aktenzeichen XY … ungelöst
- 2024: Uncivilized – Hanau
- 2025: Spuren  (Miniserie)
- 2025: Dahoam is Dahoam